# ウィリアム・ヘイズン
ウィリアム・バブコック・ヘイズン（William Babcock Hazen, 1830年9月27日 - 1887年1月16日）は、アメリカ合衆国の軍人。南北戦争に北軍の指揮官として参加し、とくに1862年のストーンズリバーの戦いにおいては「地獄の半エーカー」を南軍の攻勢から守り抜き、北軍の瓦解を防いだ。戦後も軍にとどまったが、正義に反すると見れば自他の地位や立場をかまわず批判したことから、たびたび論争を引き起こした。

## 生い立ちと初期の軍歴
1830年9月27日にバーモント州ウェスト・ハートフォードに生まれ、3歳のときにオハイオ州ハイラムに移り住んだ。この時期に出会った後の第20代大統領ジェームズ・ガーフィールドとは終生交友が続いた。1855年、陸軍士官学校を卒業し、少尉として合衆国第4歩兵師団に配属。南北戦争勃発までは、主として太平洋岸北西部やテキサスで任務についた。1859年11月3日には、ラノー川流域のコマンチェ族との戦闘中に重傷を負い、1861年まで療養のため前線を離れている。

## 南北戦争

### ビューエル軍時代
1861年4月、サムター要塞の戦いによって南北戦争が幕を切って落とされると、ヘイズンはほどなくして北軍第8歩兵隊の大尉に昇進し、1861年10月29日には第41オハイオ歩兵隊の大佐となった。ドン・カルロス・ビューエル少将配下としてオハイオ軍の1個旅団の指揮権を与えられたヘイズンは、1862年1月に進軍を開始した。はじめて参加した大規模戦闘はシャイローの戦いである。この戦いでは、ビューエル軍は2日め（1862年4月7日）に戦場に到着し、北軍の勝利を決定付けた南軍に対する反撃に間に合っている。1862年秋、引き続きビューエルの指揮下でペリービルの戦いに参加。この戦闘ののち、ビューエルは解任され、ヘイズンの旅団はウィリアム・ローズクランズ少将の第14軍団（後のカンバーランド軍）に編入された。

### ローズクランズ軍時代

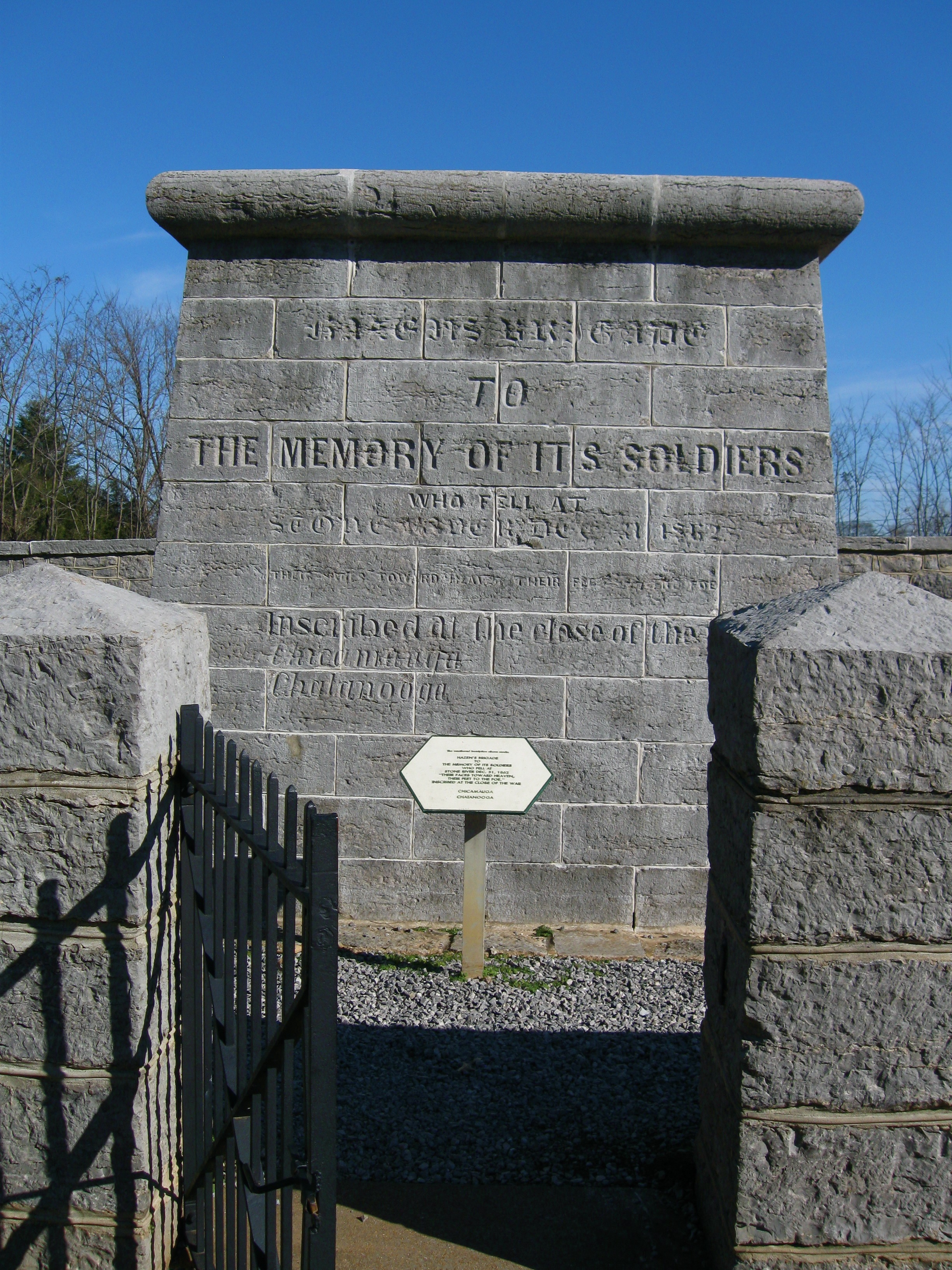
ヘイズン旅団慰霊碑

ローズクランズ軍は、1863年12月、テネシー州マーフリーズボロ近郊でブラクストン・ブラッグ大将率いる南軍と対峙した。ストーンズリバーの戦いと呼ばれるこの戦闘において、北軍右翼はブラッグ軍の攻勢を支えきれずに後退し、ストーンズリバーの川岸に追い込まれた。このためにV字型になった北軍の戦線の突端にいたのが、ヘイズンとチャールズ・クラフト准将の旅団である。南軍はヘイズンらの旅団に集中攻撃を加えたが、北軍が兵力・火力による援護を集中させたこともあって、結局戦線を突破することはできなかった。この激戦区は、現地では「ラウンド・フォレスト」と呼ばれていたが、この戦闘に前後して俗に「地獄の半エーカー」とも呼ばれるようになった。ヘイズンの旅団は409名の死傷者（損害率29%超）を出し、内45名が死亡、ヘイズン自身もこの戦闘で肩を負傷した。戦闘後半年もしないうちに建立されたヘイズン旅団慰霊碑は、南北戦争時代のモニュメントとしては最古のものであると考えられている。1863年4月、ヘイズンは准将に昇進した。
1863年6月に始まったタラホーマ方面作戦にもカンバーランド軍に属して参加。第21軍団に所属して戦った1863年9月のチカモーガの戦いは北軍の大敗に終わり、カンバーランド軍はチャタヌーガに撤退、ブラクストン・ブラッグ率いる南軍はこれを包囲し、兵糧攻めに持ち込んだ。
北軍の援軍として急派されたユリシーズ・グラント少将は、打開策としてテネシー川の航行権を奪取してチャタヌーガへの補給線「クラッカーライン」を確保することを期した。この作戦において、渡船場ブランズフェリーを奇襲によって確保するという、作戦全体の成否の鍵を握る任務を割り当てられたヘイズンは、1863年10月27日、夜陰と霧に紛れ、約1,000名の部隊を率いて川を下り、ブラウンズフェリーを奪取することに成功した。この作戦によって補給体勢を整えた北軍は、続く第三次チャタヌーガの戦いで南軍の包囲を破り、チャタヌーガの支配権を確立した。ヘイズンもまたチャタヌーガの戦いに第4軍団所属の1個旅団を率いて参加したが、このとき、ミショナリー・リッジの頂上に最初に到達した栄誉をめぐってフィリップ・シェリダン少将と対立を生じることになった。
ヘイズンは、チカモーガの勲功によって正規軍名誉少佐に昇進、チャタヌーガの勲功で名誉中佐に昇進した。

### シャーマン軍時代

シャーマンとその幕僚。後列左から2人め (3) がヘイズン、前列左から2人め (4) がシャーマン。

カンバーランド軍の司令官職には、解任されたローズクランズに代わってジョージ・ヘンリー・トーマス少将がついていた。ヘイズンの旅団はゴードン・グランジャー少将の師団の下につけられていたが、1863年11月、グラントがノックスビル救援に向かったグランジャーが有する指揮権をウィリアム・シャーマン少将に移管したため、ヘイズンはシャーマンの指揮の下に入ることになった。
1864年のアトランタ方面作戦においても数々の戦闘に参加した。とくに5月のピケッツミルの戦いでは適切な支援もないままに攻撃に移らざるをえなくなり、大きな被害を受けた。作戦後半からはテネシー軍第15軍団の師団長に抜擢された。9月2日のアトランタ陥落後、正規軍名誉大佐に昇進している。
アトランタの陥落に続き、シャーマンは大西洋沿岸を目指す「海への進軍」を開始する。この作戦の最終目標であるサバンナ攻略を前に、シャーマンはヘイズンの師団にマカリスター砦の攻略を命じた。12月13日払暁、ヘイズンはマカリスター砦を強襲、圧倒的兵力差を武器に1日で陥落させる。これによってシャーマン軍は海軍と連絡を取り合うことが可能になり、サバンナ陥落は時間の問題となった。ヘイズンは同日付で義勇軍少将に昇進し、サバンナも12月20日に陥落した。続くカロライナ方面作戦で南軍はほぼ壊滅し、1865年3月13日に正規軍名誉少将に昇進、4月28日に帰還命令を受け取った。

## 南北戦争終結後
戦後の合衆国軍の規模縮小に伴い、1866年7月に合衆国陸軍第38歩兵隊の大佐に階級を改められ、1869年3月には第6歩兵隊に転属となった。この頃から、高級士官という体制側の立場にありながら、政府や軍部の不正を見ればそれを公然と批判しはじめた。南北戦争時代にヘイズンの幕僚をつとめ、戦後ジャーナリストに転身したアンブローズ・ビアスからは「私が知る限りもっとも善良な憎まれっ子」と評されている。この姿勢は多くの敵を作ったが、陸軍総司令ウィリアム・シャーマン、第20代大統領ジェイムズ・ガーフィールド、第10代内務長官ジェイコブ・ドルソン・コックスなど、有力な理解者も存在した。

### 西部駐屯時代
南北戦争後は西部のフロンティアに派遣され、陸軍総司令官となったウィリアム・シャーマンの命令により、友好的なインディアンをコブ砦近郊に抑留・保護するという任務を与えられた。一方、敵対的なインディアンへの対応を担ったフィリップ・シェリダン少将は、その実働部隊の指揮官としてジョージ・アームストロング・カスター中佐を呼び寄せた。ヘイズンはインディアンに対してまったく好意的ではなかったが、しかし相手が条約を守り続ける限り、白人も条約を守らなければならないという信念を持っていた。
1868年11月12日、シェリダンの命令を受けたカスターは、ウォシタ川に野営していたブラック・ケトルをはじめとするシャイアン族のバンドを攻撃するために移動を開始した。和平を望んだブラック・ケトルらは、11月20日にヘイズンの元を訪ね、その保護を求めた。しかしシェリダンと交戦状態にあるシャイアン族を一部でも保護した結果、保護地区にシェリダンの軍勢がなだれ込んでくるようなことになれば、直属の部隊を持たないヘイズンにはこれを防ぐ手立てがなく、すでに保護している他部族に被害が及ぶことを懸念したヘイズンは、結論としてブラック・ケトルらを保護することを拒んだ。その7日後、ブラック・ケトルらはウォシタ川の戦いでカスター軍の攻撃を受け命を落とした。
この後、ヘイズンはウォシタ川の戦いに参加した疑いをかけられていたカイオワ族をあえて保護し、シェリダンやカスターと決定的に対立する。シェリダンは「ヘイズン大佐さえいなければ……今日のテキサスのフロンティアはもっとましな状態になっていたはずであり、我々もわずらいごとと無縁でいられたであろう」と批判し、やがてカスターが『我が平原の日々』でそれに追随するに至ると、ヘイズンは『「平原の日々」に見られる誤りを正す』という小稿で両者に対する反撃を行った。また、シェリダンのバッファロー根絶計画にも反対した。
西部駐屯のかたわら、普仏戦争の視察のために渡欧したこともあった。1872年には『普仏における学校と軍隊: あるヴェルサイユ篭城者の日記を含む』という著書を発表している。
1872年2月、ヘイズンは、幼少時代の友であり当時上院議員だったジェイムズ・ガーフィールドに、駐屯地で行われている軍人と業者の贈収賄を告発する手紙を書き送った。この不正は多くの士官が知るところであったが、しかしその糸を引いているのが陸軍長官ウィリアム・ワース・ベルナップであることも周知の事実であったため、あえて触れようとする者はいなかった。ヘイズンの動きを察知した軍上層部は、ヘイズンを辺境のバフォート砦ヘ転属させるが、結局、この醜聞は4年後にユリシーズ・グラント政権を揺るがし、ベルナップは辞職に追い込まれた。
また、この頃さかんになっていた南北戦争の論功に関する論争にも巻き込まれ、シェリダンとは第三次チャタヌーガの戦いの経緯を巡って、ベルナップと近い関係にあったデイビット・スタンレイ少将とはストーンズリバーの戦いの経緯を巡って、それぞれ対立することになった。

### 信号士官長時代
1880年12月15日、第19代大統領ラザフォード・ヘイズはヘイズンを准将に昇進させ、陸軍信号司令部士官長に任じた。その在任期間においては、実運用に腐心した前任者アルバート・マイアー准将と異なり、基礎データの収集に注力したと評価されている。
しかし、ここでも軍上層部を公然と批判することをやめなかった。当時の陸軍信号司令部の職掌には気象局の管理が含まれており、1882年から1883年にかけての第1回国際極年に際しては、北極の気象データを収集することを目的とするレディ・フランクリン湾遠征隊を組織した。1881年夏に出発したアドルファス・グリーリー大尉率いる24名の遠征隊は、1882年に派遣された補給船が悪天候により遠征隊との接触を断念したため、北極点から約500マイルの位置で支援もなく越冬するという危機に陥った。1883年、アーネスト・A・ガーリントン大尉率いる救助活動もまた失敗に終わった。ようやく1884年の救助隊がグリーリー隊に接触することに成功したときの生存者は6名だけだった。ヘイズンは、陸軍長官ロバート・トッド・リンカーンが、ガーリントン隊による救助が失敗したのち救助隊の再派遣を拒み、グリーリーの妻ヘンリエッタの運動による大衆の批判を浴びるにいたってようやく腰を上げたその反応の鈍さを問責した。リンカーンはヘイズンの言動を毀誉褒貶であるとし、ヘイズンは軍法会議の結果有罪とされ、チェスター・アーサー大統領から譴責処分を受けるに至った。一方で新聞各紙はヘイズンを支持し、リンカーンに対して批判的であった。
1885年、主に南北戦争の回想で構成された自伝『戦歴の話』を出版。その後、健康状態の悪化に伴って執務が困難になり、1886年12月、先の遠征隊の隊長アドルファス・グリーリーが信号司令部の長を正式に代行することになる。翌年1月、ヘイズンは、グロバー・クリーブランド大統領主催のレセプションに出席した後に体調を崩し、16日、腎不全で死亡した。『ニューヨーク・タイムス』紙は、死亡記事の中でヘイズンを「攻撃的・好戦的」と称し、その持ち味が戦場での活躍に寄与すると同時に、平時においては大きな敵を作る要因となったと評した。遺体はアーリントン国立墓地に埋葬された。
ヘイズンの妻である『ワシントン・ポスト』紙の社主ワシントン・マクリーンの娘、ミルドレッド・マクリーンは、ヘイズンの死後、海軍大将ジョージ・デューイと再婚している。

## 関連する地名
ネバダ州ヘイズンおよびアラスカ州のヘイズン湾は、ウィリアム・バブコック・ヘイズンにちなんで名づけられている。

### 一次資料
- Bierce, Ambrose (1888), The Crime at Pickett's Mill
- Hazen, William B. (1993) [1885]. A Narrative of Military Service. Huntington, WV: Blue Acorn Press. ISBN 9780962886676
- Hazen, William B. "Some Correction of Life on the Plaines", 1874.
- Mackey, T. J. (1885). The Hazen Court-Martial: the Responsibility for the Disaster to the Lady Franklin Bay Polar Expedition Definitely Established, with Proposed Reforms in the Law and Practice of Courts-Martial. New York: D. Van Nostrand. OCLC 60730189